# Xã Lynn, Quận Moody, Nam Dakota
Xã Lynn (tiếng Anh: Lynn Township) là một xã thuộc quận Moody, tiểu bang Nam Dakota, Hoa Kỳ. Năm 2010, dân số của xã này là 287 người.